# C/2019 T2 (Lemmon)
C/2019 T2 (Lemmon), anciennement A/2019 T2, est une comète à longue période du système solaire.
Ce petit corps du système solaire fut initialement annoncé comme "objet A/" sous la désignation A/2019 T2 en raison de l'absence d'activité cométaire détectée, qui en faisait une planète mineure, mais en même temps de son orbite avec des caractéristiques typiques de celles des comètes. Cet objet a en effet une trajectoire rétrograde, avec une inclinaison de 111,5 degrés, et très excentrique, avec une excentricité de 0,9986. Son périhélie se trouve à 2,646 unités astronomiques du Soleil et la comète y passera le 22 avril 2021. Avec une magnitude absolue de 12,5, il doit mesurer entre 6 et 19 kilomètres.